# Lokálkový zákon

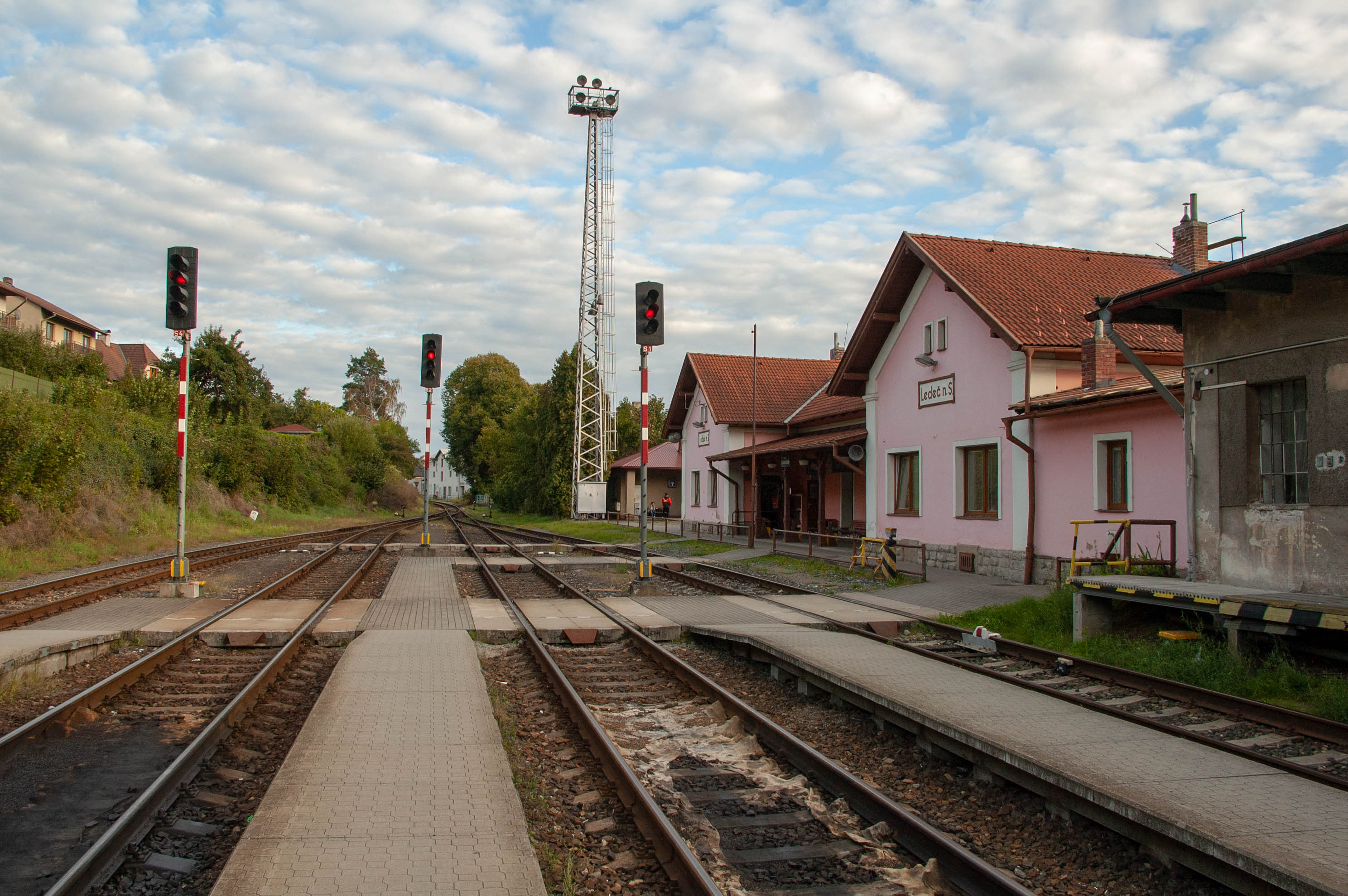
Nádraží Ledeč nad Sázavou, vystavěné společností Místní dráha Světlá-Ledeč-Kácov v roce 1903, typické dobové regionální trati

Lokálkový zákon nebo také Zákon o lokálních drahách ze dne 29. května 1880 (číslo 56/1880 ř. z.) byl předpis vydaný za vlády Františka Josefa I., který zásadně měnil podmínky pro výstavbu nových železničních tratí v Rakousku-Uhersku.

## Vznik a vymezení
Před vydáním zákona nebylo zejména pro železniční společnosti s menším kapitálem podnikatelsky výhodné investovat do kratších tratí regionálního rozsahu. Opatření vydané roku 1880 bylo úpravou a modernizací zastaralých stavebních předpisů, a zároveň nástrojem jak podpořit hospodářskou aktivitu a zavést dopravní infrastrukturu do méně rozvinutých regionů v říši.
Soubor předpisů umožňoval například těsnější přimknutí železnice k terénu, což usnadňovalo trasování tratí využitím oblouků s menším poloměrem, bylo povoleno též vyšší stoupání tratí. Garantovány byly též různé formy slev a daňových úlev. Stejně tak v dokumentu stát přislíbil finanční podporu při výstavbě. Jeho zavedení umožnilo zejména v 80. a 90. letech 19. století prudký rozvoj vzniku podobných projektů, který se často nesl v duchu tržního soupeření velkých železničních společností a lokálních společností představovaných místními podnikateli, firmami, zástupci měst a obcí či šlechtou o státní stavební podporu.
Celá řada vzniklých železničních tratí se po jisté době ukázala jako nerentabilní, což rakouská vláda řešila od 80. let 19. století postupným procesem zestátněním pod státní společnost  Císařsko-královské státní dráhy (kkStB). Zestátňování pokračovalo i za Československa (do Československých státních drah (ČSD) a většina tratí byla zestátněna do 20. let 20. století.

## Lokální železniční společnosti
Na základě nově platných podmínek vznikaly na území celého Rakouska-Uherska desítky místních drážních společností. Jednalo se především o lokální projekty provozující jednu trať, existovalo také několik větších společností sdružujících a budujících takové projekty ve více regionech. 
Společnosti podnikající ve více regionech:
- České obchodní dráhy (BCB, 1881-1883): Nymburk–Jičín (1881), Bakov nad Jizerou – Kopidlno (1882), Železniční trať Mirošov–Nezvěstice (1858),
- Rakouská společnost místních drah (ÖLEG, 1880-1894): Hranice na Moravě – Vsetín (1884-1885),
- Českomoravská transverzální dráha (BMTB, 1887-?): Horažďovice město – Domažlice (1888), Jihlava město – Veselí nad Lužnicí (1887), Tábor – Ražice (1889)

Regionální drážní společnosti:
- Místní dráha Strakonice-Blatná-Březnice (1888-?): Březnice – Strakonice (1899), Železniční trať Nepomuk–Blatná (1899)
- Místní dráha Německý Brod-Humpolec (1893-?): Havlíčkův Brod – Humpolec (1894)
- Místní dráha Svitavy-Polička (1896-?): Svitavy – Žďárec u Skutče (1896-1897)